# Huginn e Muninn

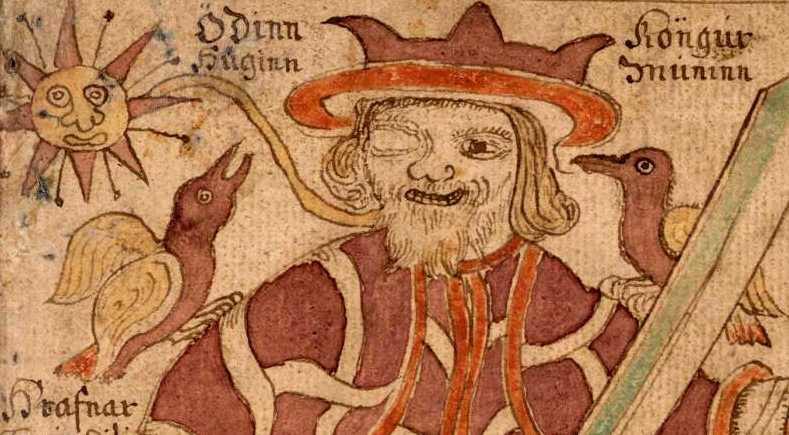
Huginn and Muninn siedono sulle spalle di Odino in questa illustrazione di un manoscritto islandese del XVIII secolo

Huginn e Muninn sono due corvi presenti nella mitologia norrena, associati al dio Odino. Huginn e Muninn viaggiano per il mondo portando notizie e informazioni al loro padrone. Odino li fa uscire all'alba per raccogliere informazioni e ritornano alla sera, siedono sulle spalle del dio e gli sussurrano le notizie nelle orecchie. È da questi corvi che deriva il kenning dio-corvo che rappresenta Odino.
Entrambi i nomi dei corvi derivano dal norreno, Huginn significa pensiero mentre Muninn memoria.
Così è detto nel poema eddico Grímnismál, al XX canto:
fliúga hverian dag

iörmungrund yfir;

óumk ek of Hugin

at hann aptr ne komit,

þó siámk meirr um Munin.»
volano ogni giorno

alti intorno alla terra.

Io ho timore per Huginn

che non ritorni;

ma ho ancora più timore per Muninn.»
(Edda poetica - Grímnismál - Il discorso di Grímnir XX)